# گروه هندوجا
گروه هندوجا (انگلیسی: Hinduja Group) شرکت خوشه‌ای هندی است، که در سال ۱۹۱۴ توسط پرمانند هندوجا تأسیس شد.